# Aurelia Frick
Aurelia Frick, lihtenštajnska političarka in pravnica, * 19. september 1975, St. Gallen, Švica.
Med letoma 2009 in 2019 je bila ministrica za zunanje zadeve, izobraževanje in kulturo Kneževine Lihtenštajn. Je doktorica prava.

## Osebno življenje
Je poročena, ima sina in hčerko. Z družino živi v Vaduzu.

## Kariera
Frickova je študirala pravo na Univerzi v Fribourgu v Švici in leta 1999 diplomirala. Med letoma 2001 in 2003 je delala kot revizorka za civilno, delovno, najemniško in kazensko pravo na okrožnem sodišču v Zürichu. Doktorirala je na Univerzi v Baslu z disertacijo »Prenehanje mandata« in opravila pravosodni izpit v švicarskem kantonu Zürich. Frickova je kasneje delala v odvetniški pisarni v Zürichu, nato pa bila pravna direktorica londonskega podjetja za kadre. Od novembra 2006 je delala kot svetovalka za Bjørn Johansson Associates, izvršno iskalno podjetje. S skrajšanim delovnim časom je delala kot izredna profesorica na Univerzi v Liechtensteinu.
Frickova, član Progresivne državljanske stranke v Lihtenštajnu (Fortschrittliche Bürgerpartei v Lihtenštajnu ali FBP), je bila po parlamentarnih volitvah v Lihtenštajnu marca 2009 imenovana na ministrski resor za pravosodje, zunanje zadeve in kulturne zadeve. Postala je eda od petih ministrov Lihtenštajna in ena od dveh žensk v vlasi. Po imenovanju naj bi nadaljevala z reformami civilnega in kazenskega prava Lihtenštajna.
Po parlamentarnih volitvah leta 2013 je bila imenovana za ministrico za zunanje zadeve, izobraževanje in kulturo v vladi Adriana Haslerja. Parlament Lihtenštajna je 2. julija 2019 Aureliji Frick izrekel nezaupnico. Razrešitev je lihtenštajnski princ Alois sprejel še isti dan.